# Círculo de Baja Renania-Westfalia

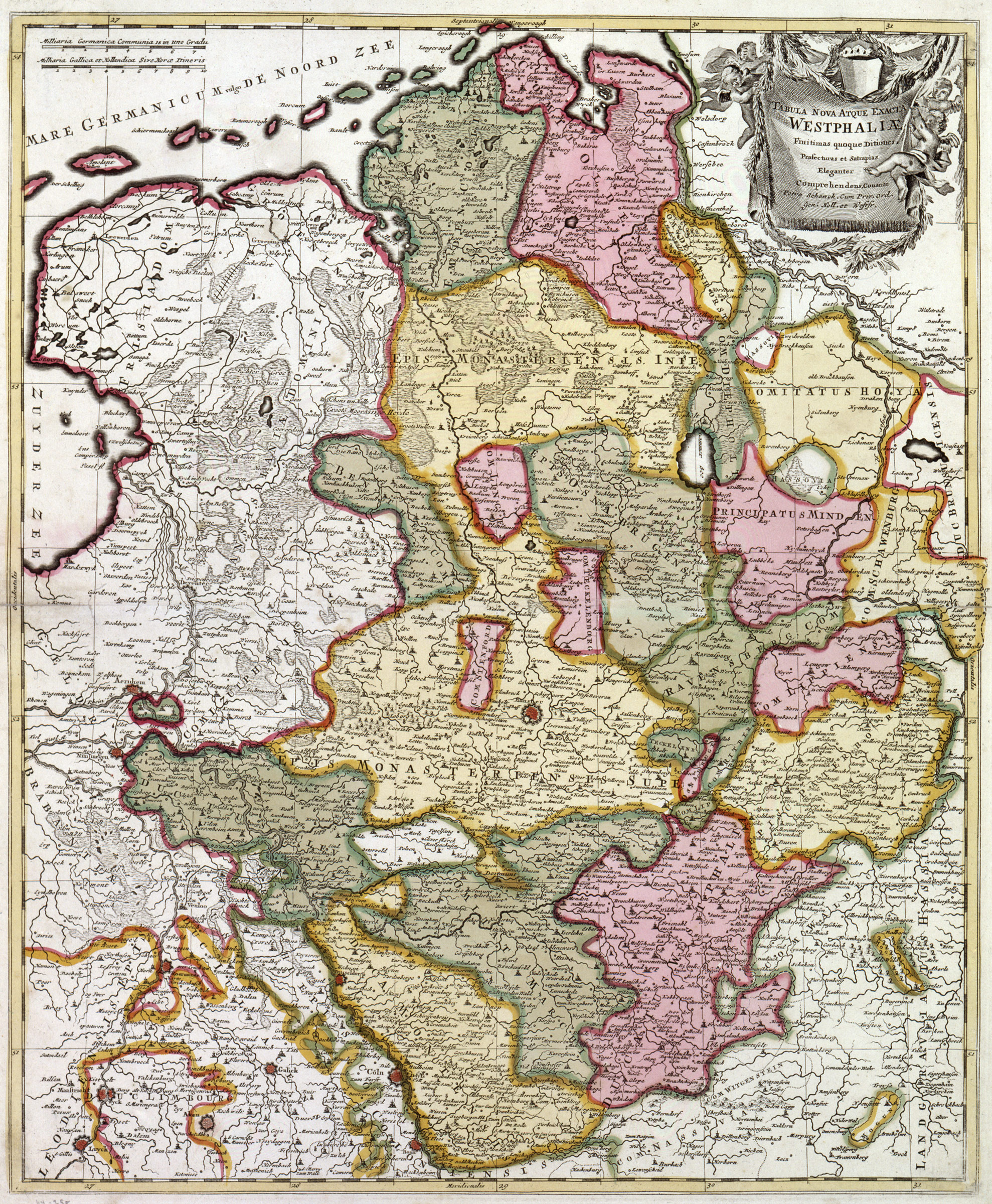
El Círculo de Baja Renania-Westfalia en 1710.

El Círculo de Baja Renania-Westfalia (en alemán: Niederrheinisch-Westfälischer Reichskreis) fue un círculo imperial del Sacro Imperio Romano Germánico establecido en 1500 en la Dieta de Augsburgo.

## Composición
El círculo estaba formado por los siguientes estados:
| Nombre                  | Tipo de entidad       | Comentarios                                                                                   |  |
| ----------------------- | --------------------- | --------------------------------------------------------------------------------------------- |  |
| Anholt                  | Señorío               |                                                                                               |  |
| Aquisgrán               | Ciudad Imperial Libre | Desde 1306.                                                                                   |  |
| Beilstein               | Señorío               | Posteriormente perteneció a la Circunscripción electoral del Rin.                             |  |
| Bentheim                | Condado               |                                                                                               |  |
| Bentheim-Steinfurt      | Condado               | Subdivisión de Bentheim desde 1454.                                                           |  |
| Berg                    | Ducado                | Formó los Ducados Unidos de Jülich-Cleves-Berg entre 1521 y 1614.                             |  |
| Blankenheim-Gerolstein  | Condado               |                                                                                               |  |
| Brakel                  | Ciudad Imperial Libre |                                                                                               |  |
| Cambrai                 | Obispado              |                                                                                               |  |
| Cambrai                 | Ciudad Imperial Libre |                                                                                               |  |
| Cleves                  | Ducado                | Formó los Ducados Unidos de Jülich-Cleves-Berg entre 1521 y 1614.                             |  |
| Colonia                 | Ciudad Imperial Libre |                                                                                               |  |
| Corvey                  | Abadía                |                                                                                               |  |
| Delmenhorst             | Condado               |                                                                                               |  |
| Duisburgo               | Ciudad Imperial Libre |                                                                                               |  |
| Düren                   | Ciudad Imperial Libre |                                                                                               |  |
| Echternach              | Abadía                |                                                                                               |  |
| Essen                   | Abadía                |                                                                                               |  |
| Fagnolle                | Condado               |                                                                                               |  |
| Frisia oriental         | Condado               | Principado desde 1662. Anexionado por el Reino de Prusia en 1744.                             |  |
| Gemen                   | Señorío               |                                                                                               |  |
| Gimborn                 | Señorío               |                                                                                               |  |
| Gronsveld               | Condado               |                                                                                               |  |
| Hallermund              | Condado               |                                                                                               |  |
| Herford                 | Abadía                |                                                                                               |  |
| Herford                 | Ciudad Imperial Libre |                                                                                               |  |
| Holzappel               | Condado               |                                                                                               |  |
| Hoya                    | Condado               |                                                                                               |  |
| Jülich                  | Ducado                | Formó los Ducados Unidos de Jülich-Cleves-Berg entre 1521 y 1614.                             |  |
| Kerpen-Lommersum        | Condado               |                                                                                               |  |
| Kornelimünster          | Abadía                |                                                                                               |  |
| Lemgo                   | Ciudad Imperial Libre |                                                                                               |  |
| Lieja                   | Obispado              |                                                                                               |  |
| Lingen                  | Condado               |                                                                                               |  |
| Lippe                   | Principado            |                                                                                               |  |
| Luxemburgo              | Ducado                | Posteriormente perteneció al Círculo de Borgoña.                                              |  |
| Manderscheid            | Condado               |                                                                                               |  |
| Mark                    | Condado               | Formó parte de los Ducados Unidos de Jülich-Cleves-Berg entre 1521 y 1614.                    |  |
| Myllendonk              | Señorío               |                                                                                               |  |
| Minden                  | Obispado              | Secularizado en 1648 por la Paz de Westfalia como Principado de Minden.                       |  |
| Moers                   | Principado            |                                                                                               |  |
| Münster                 | Obispado              |                                                                                               |  |
| Diepholz                | Condado               |                                                                                               |  |
| Dortmund                | Ciudad Imperial Libre |                                                                                               |  |
| Nassau-Dietz            | Condado               | Surgido de Nassau-Dillenburg en 1606. Principado en 1654.                                     |  |
| Nassau-Dillenburg       | Condado               | Principado en 1652. Anexionado por Nassau-Diez en 1739.                                       |  |
| Nassau-Hadamar          | Condado               | Surgido de Nassau-Dillenburg en 1606. Principado en 1650. Anexionado por Nassau-Diez en 1743. |  |
| Oldemburgo              | Condado               |                                                                                               |  |
| Osnabrück               | Obispado              |                                                                                               |  |
| Paderborn               | Obispado              |                                                                                               |  |
| Pyrmont                 | Condado               |                                                                                               |  |
| Ravensberg              | Condado               |                                                                                               |  |
| Condado de Reckheim     | Condado               |                                                                                               |  |
| Reichenstein            | Señorío               |                                                                                               |  |
| Rietberg                | Condado               |                                                                                               |  |
| Salm-Reifferscheid-Dyck | Condado               |                                                                                               |  |
| Sayn                    | Condado               |                                                                                               |  |
| Schaumburg              | Condado               |                                                                                               |  |
| Schaumburg-Hesse        | Condado               |                                                                                               |  |
| Schaumburg-Lippe        | Condado               |                                                                                               |  |
| Schleiden               | Condado               |                                                                                               |  |
| Soest                   | Ciudad Imperial Libre |                                                                                               |  |
| Spiegelberg             | Condado               |                                                                                               |  |
| Stavelot-Malmedy        | Abadía                |                                                                                               |  |
| Steinfurt               | Condado               |                                                                                               |  |
| Tecklenburgo            | Condado               |                                                                                               |  |
| Thorn                   | Abadía                |                                                                                               |  |
| Utrecht                 | Obispado              | Posteriormente perteneció al Círculo de Borgoña.                                              |  |
| Verden                  | Obispado              | Secularizado como principado vinculado a la Corona de Suecia desde 1648.                      |  |
| Verden                  | Ciudad Imperial Libre |                                                                                               |  |
| Virneburg               | Condado               |                                                                                               |  |
| Warburg                 | Ciudad Imperial Libre |                                                                                               |  |
| Werden                  | Abadía                |                                                                                               |  |
| Wesel                   | Ciudad Imperial Libre |                                                                                               |  |
| Wickrath                | Condado               |                                                                                               |  |
| Wied                    | Condado               |                                                                                               |  |
| Winneburg               | Señorío               |                                                                                               |  |
| Wittem                  | Señorío               |                                                                                               |  |

- Datos: Q708742
- Multimedia: Lower Rhenish-Westphalian Circle / Q708742